# Unlimited Saga
Unlimited Saga (アンリミテッド: サガ) est un jeu vidéo de rôle développé et édité par Square Enix sur PlayStation 2. Il est sorti au Japon le 19 décembre 2002, en Amérique du Nord le 17 juin 2003, et en Europe le 31 octobre 2003.